# Berthold Carl Seemann
 (juillet 2013).
Si vous disposez d'ouvrages ou d'articles de référence ou si vous connaissez des sites web de qualité traitant du thème abordé ici, merci de compléter l'article en donnant les références utiles à sa vérifiabilité et en les liant à la section « Notes et références ».
Berthold Carl Seemann est un botaniste prussien, né le 28 février 1825 à Hanovre et mort le 19 octobre 1871 à Javali.

## Biographie
Berthold Seemann est le second fils du clarinettiste et musicien de chambre royal hanovrien Wilhelm Seemann (de), qui travaille au théâtre de la cour de Hanovre, et de son épouse Caroline. Le rédacteur et coéditeur de la revue botanique Bonplandia Wilhelm Seemann (de) (mort en 1868) est son frère. 
Il obtient son doctorat à Göttingen et étudie la botanique à Kew en Grande-Bretagne de 1844 à 1846.
Il participe comme naturaliste, à bord de l’H.M.S. Herald à un voyage sur la côte ouest de l’Amérique dans les mers arctiques de 1847 à 1851. Cette expédition est commandée par le futur amiral Sir Henry Mangles Denham (1800-1887). Plusieurs autres scientifiques y participent : Edward Forbes (1815-1854), Sir Henry Kellett (1807-1875), Thomas Edmondston (1825-1846) et John Goodridge (de) (1808-1865).
Il explore les Fidji en 1860. Un peu plus tard, il visite l'actuel Nicaragua en 1864 et le Venezuela de 1866 à 1867.
Il est membre de diverses sociétés savantes dont la Société géologique de Londres et la Société linnéenne de Londres. Seemann est notamment l’auteur de The Botany of the Voyage (1852-1857) et Narrative of the Voyage (1853). Il dirige les revues Bonplandia de 1853 à 1862 et Journal of Botany, British and Foreign de 1863 à 1871.

## Hommages
Eduard von Regel (1815-1892) lui dédia le genre Seemannia (en) et René Viguier (1880-1931) le genre Seemannaralia (en).